# The Very Best of Burton Cummings
The Very Best of Burton Cummings är ett samlingsalbum av Burton Cummings som tidigare var med i gruppen The Guess Who utgivet 2007. Albumet har en tydlig Pop / Rock och Balladkaraktär.

## Låtlista
1. Stand Tall - 4:33 (Burton Cummings)
2. I'm Scared - 4:09 (Burton Cummings)
3. Your Back Yard - 3:21 (Burton Cummings)
4. Is It Really Right ? - 4:58 (Burton Cummings)
5. Never Had A Lady Before - 3:12 (Burton Cummings)
6. Timeless Love - 3:46 (Burton Cummings)
7. My Own Way To Rock - 4:48 (Burton Cummings)
8. Charlemagne - 4:12 (Burton Cummings)
9. Got To Find Another Way - 4:28 (Randy Bachman / Burton Cummings)
10. Break It To Them Gentely - 4:36 (Burton Cummings)
11. I Will Play A Rhapsody’ - 3:13 (Burton Cummings)
12. A Song For Him - 3:13 (Burton Cummings)
13. Takes A Fool To Love A Fool - 3:08 (Burton Cummings)
14. Dream Of A Child - 4:26 (David Forman)
15. Meanin' So Much - 4:06 (Burton Cummings)
16. Guns, Guns, Guns - 4:11 (Burton Cummings)
17. Draggin' Em Down The Line - 0:00 (- -)
18. Fine State Of Affairs - 3:44 (Burton Cummings)

### Fotnoter
Alla låtar skrivna av Burton Cummings förutom följande:

9.Got To Find Another Way - 4:28 (Randy Bachman / Burton Cummings)

14.Dream Of A Child - 4:26 (David Forman)